# Отряд охотников (Остаться в живых)
«Отряд охотников» (англ. The Hunting Party) — 36-й эпизод телесериала «Остаться в живых» и 11-й во втором сезоне. Сценарий эпизода написали Элизабет Сарнофф и Кристина М. Ким, а сам эпизод снял Стивен Уильямс. Премьерный показ в США состоялся 18 января 2006 года на канале ABC. Центральный персонаж серии — Джек Шепард.

## Сюжет

### Воспоминания
Джек Шепард и его отец, Кристиан, обсуждают эффективность операции на итальянце Анджело Бусони, у которого опухоль спинного мозга. Кристиан отговаривает его от операции. Однако дочь мужчины, Габриэла, говорит Кристиану: «Мы приехали не к вам». Она и её отец прочитали про чудесное выздоровление жены Джека и они надеются, что Джек сможет сотворить очередное чудо. Джек соглашается на операцию, несмотря на неодобрение своего отца. После долгой ночи Джек возвращается домой к своей жене Саре, которая говорит ему, что она взяла тест на беременность; он оказался отрицательным. Позже, когда Габриэла приходит в офис Джека, чтобы подписать кое-какие бумаги, Джек предупреждает её об опасности хирургического вмешательства, но она всё равно решает продолжить операцию. Неожиданно к ним заходит Кристиан, когда они разделяют тихий момент. Когда Габриэла уходит, Кристиан предупреждает Джека об опасности слишком близкого приближения к пациентам. Операция неудачно проходит и Анджело умирает на операционном столе из-за сердечной недостаточности. Джек говорит своему отцу, что он сообщит эту новость Габриэле. Кристиан отвечает, что он уже рассказал ей об этом и что она ушла из больницы. Джек случайно видит Габриэлу на парковке, плачущую из-за смерти своего отца. Он пытается утешить её, и они в конце концов целуются. Джек отстраняется от неё и уходит, говоря Габриэле, что «[он] не может». Дома Джек признаётся жене, что он поцеловал другую женщину, но обещает, что он изменится. Когда он обнимает её, Сара отстраняется от него и говорит ему, что она встречается кое с кем и уходит от него. Её вещи уже упакованы. Прежде чем уйти, она говорит ему: «Ты всегда будешь что-то исправлять».

### События
В оружейной бункера Джек находит Локка, находящегося без сознания. Вскоре появляется Майкл с ружьём, направленным на Джека, объявляя, что он отправляется в джунгли, чтобы отыскать своего сына Уолта, которого забрали Другие. Джек пытается образумить Майкла и предлагает помочь ему в поисках. Однако Майкл отказывается слушать, говоря Джеку, что он должен пойти один. Джек спрашивает Майкла, действительно ли он застрелил бы его, на что Майкл отвечает: «Нет, но я прострелю компьютер». Майкл добавляет, что этот компьютер «не то, что вы думаете». Джек отступает и Майкл уходит, но перед этим запирает Джека и Локка в оружейной.
После того, как их освобождают Кейт и Сойер, которые появились, чтобы сменить повязку Сойера, Джек собирается идти за Майклом. Локк и Сойер решают отправиться с ним, но Джек отказывает Кейт в её просьбе пойти с ними, объяснив, что она должна остаться и нажимать на кнопку.
Во время поисков Майкла, Локк раскрывает, что он знает настоящее имя Сойера, Джеймс Форд, поскольку Хёрли дал ему список пассажиров. Локк спрашивает Сойера, почему он выбрал это имя, но Сойер отказывается отвечать. В этот момент слышны выстрелы. Джек, Сойер и Локк продолжают идти к источнику выстрелов.
Этой ночью, пока Джек и Локк спорят о том, вернуться ли им или продолжать поиски, их встречает бородатый капитан лодки, который похитил Уолта в «Исходе». Человек называет их по именам и очевидно знает личные данные о них. Он говорит им, что Уолт в порядке, и что Майкл не найдёт его. Мужчина добавляет: «Это не ваш остров, это наш остров, и вы живёте на нём только потому, что мы позволяем», и отчитывает их за то, что они «открывают двери, которые не должны открывать». Он говорит им оставить оружие и вернуться, что тогда Другие оставят их в покое. Джек отказывается, считая, что он блефует и что там не так много «Других». Мужчина взывает к своим невидимым спутникам и вдруг зажигается дюжина факелов, окружающих Джека и его товарищей. Бородач кричит «Алекс» «привести её». Приводят Кейт с кляпом во рту и мужчина направляет пистолет к её шее. Выясняется, что Кейт схватили, когда она тайно следовала за Джеком, Сойером и Локком. Столкнувшись с трудным решением, Джек уступает и складывает оружие. Локк и Сойер тоже отдают оружие. Кейт отпускают и Сойер убирает кляп из её рта и развязывает ей руки, а Другие уходят, угрожая вернуться, если выжившие «пересекут черту». Сойер говорит бородачу, что он с ним разберётся.
В бункере Хёрли и Чарли просматривают коллекцию грампластинок, обнаруживая одну, на которой песни группы «Geronimo Jackson». Хёрли затем спрашивает Чарли, какие у него шансы с Либби, хотя Чарли занят, думая о Клэр. На пляже Джин и Сун говорят и признаются друг другу, что не хотят, чтобы им говорили что делать.
Вернувшись в лагерь, Джек отказывается выслушивать извинение Кейт. Сойер утешает её, говоря, что он бы сделал то же самое, если бы Джек сказал ему остаться. В конце эпизода Джек разговаривает с Аной-Люсией на пляже. Он спрашивает о её прошлом как полицейского и задаёт вопрос: «За какой срок можно создать армию?»

## Реакция
19.13 миллионов зрителей США посмотрели эпизод во время оригинального вещания. The LA Times понравились воспоминания Джека и «этот крутой момент, когда Другие зажгли факелы», но не понравился ход истории и клиффхэнгер, который ушёл в никуда.